# Ángel Falco
Ángel Falco (Montevideo, septiembre de 1885 - 1971) fue un poeta uruguayo. Es recordado como uno de los primeros escritores del país en incluir alusiones homoeróticas en su obra.

## Biografía
Ingresó a la Academia Militar del Uruguay en 1899. Fue teniente instructor de guardias nacionales en el batallón Florida hasta el arranque de la Revolución de 1904, en la que Falco participó.
Tras el fin de la guerra civil, se volvió un entusiasta de ideas de izquierda. Debido a sus actividades revolucionarias, que incluían la publicación de periódicos y panfletos políticos, fue encarcelado. Su poesía estuvo justamente influida en gran medida por sus ideas políticas. Un ejemplo de ello fue su obra Cantos rojos (1906), de marcada tendencia anarquista y revolucionaria.
Falco es además reconocido por ser uno de los primeros escritores uruguayos en explorar el homoerotismo en su obra, que hizo a través de referencias a figuras históricas de sexualidad diversa, entre ellas Alejandro Magno, como por ejemplo hizo en su poema «Flor neutra», publicado en 1908 en el libro Vida que canta, el mismo que estaba constituido por más de 160 sonetos. Uno de los tercetos de «Flor neutra» indica:

Tus sacras desnudeces, tus formas de ginandro,
El lujo hubieran sido del lecho de Alejandro,
Que por ti desdeñara las hembras de Citeres.

Posteriormente se mudó a Buenos Aires, donde fundó el periódico Proteo en 1916 y La Rasa en 1917.

## Obras
Entre las obras poéticas de Falco se cuentan:
- Ave Francia (1906)
- Garibaldi (1907)
- Cantos rojos (1906)
- Vida que canta (1908)
- Brevario galante (1909)
- El alma de la raza (1910)
- El Hombre Quimera (1911)
- La leyenda del patriarca (1911)
- La tragedia de las alas (1914)